# アニメロビー
アニメ&バラエティ アニメロビーは、2007年4月1日よりテレビ大阪発・テレビ東京系列にて放送されたアニメとバラエティ番組を組み合わせたテレビ番組である。

## 概要
メインとなるアニメ2作品とバラエティコーナーを混在させたオムニバス形式の番組。番組名称はアニメ2番組のタイトルから採られている。ナレーションは最終回まで一貫して泰勇気が務めた。

### バラエティ

#### 2007年4月1日〜9月30日放送分まで
番組の流れ
- 加藤夏希・まちゃまちゃ・メロビっ娘が魔法の先生であるムッシュピエールに魔法（手品）を教わる設定。
- ピエールの呪文「トレびあ〜ん!」から「アニメロメロメロメロビアン!」と番組に合わせて変更。
- 「すっきり」と「ロビケロ」に入る前のお決まりの言葉
  - ナッキーが前振りで「この続きはメロディーマーク ばっちり にっこり すっきり おねがいマイメロディすっきり♪を見てからね」もしくは「続きはロビロビケロビーロビケロビー ロビーとケロビーを見てからね」と言う
- 「ナッキーのワンポイントファッションチェック」（「すっきり」終了後のCM明け）

##### メロビっ娘
- 普天間みさき
- 大場はるか
- 上杉まゆみ

上記3人のうち1人が週ごとにローテーションで出演していた。

#### 2007年10月7日〜2008年3月30日
- タイトルが『アニメ&バラエティ アニメロビー』に変更（「アニメ&バラエティ」部分を含めたタイトルコールは11月4日から）。
- 引き続き出演する加藤夏希とまちゃまちゃに加えて藤松祥子が登場。
- 設定は両親は仕事で海外にいるため三姉妹だけで新しい家で暮らしている。
- 女の子向けの話題（初恋・恋愛・告白・美容など）をテーマに三姉妹がトークを繰り広げる（バラエティコーナーが女子児童向けに変更）。
- 途中からビックスモールン（07年10月14日、10月28日）と藤崎マーケット（2007年11月11日、11月25日、12月9日、12月16日）の二組のどちらかが不定期で出演した。
- 2008年1月6日・13日 アテナ役の新垣里沙（モーニング娘。）が登場。

出演者
- 長女・まちゃ姉さん：まちゃまちゃ
- 次女・ナッキー：加藤夏希
- 三女・しょうこ：藤松祥子

### アニメコーナー
- おねがいマイメロディ すっきり♪ - 本番組枠前々年より2年間続いた同名アニメの新シリーズ。従来シリーズは30分作品だったが、今シリーズのみ短編アニメシリーズとなった。

- ロビーとケロビー - So-netが管理する児童向けキャラクターサイトろびーずたうんに登場するキャラクター・ロビーを主人公に据えた短編アニメシリーズ。

両作の放送時間は10分間のみである。2007年7月からはスポンサーバックの位置を変えた影響でマイメロディがさらに1分短縮され、9分になった。

## 放送局
| 放送地域       | 放送局         | 放送期間                     | 放送時間           | 系列           | 備考       |
| -------------- | -------------- | ---------------------------- | ------------------ | -------------- | ---------- |
| 大阪府         | テレビ大阪     | 2007年4月1日 - 2008年3月30日 | 日曜 9:30 - 10:00  | テレビ東京系列 | 制作局     |
| 北海道         | テレビ北海道   | 2007年4月1日 - 2008年3月30日 | 日曜 9:30 - 10:00  | テレビ東京系列 | 同時ネット |
| 関東広域圏     | テレビ東京     | 2007年4月1日 - 2008年3月30日 | 日曜 9:30 - 10:00  | テレビ東京系列 | 同時ネット |
| 愛知県         | テレビ愛知     | 2007年4月1日 - 2008年3月30日 | 日曜 9:30 - 10:00  | テレビ東京系列 | 同時ネット |
| 岡山県・香川県 | テレビせとうち | 2007年4月1日 - 2008年3月30日 | 日曜 9:30 - 10:00  | テレビ東京系列 | 同時ネット |
| 福岡県         | TVQ九州放送    | 2007年4月1日 - 2008年3月30日 | 日曜 9:30 - 10:00  | テレビ東京系列 | 同時ネット |
| 宮城県         | 東日本放送     | 不明                         | 木曜 15:54 - 16:24 | テレビ朝日系列 | 遅れネット |
| 奈良県         | 奈良テレビ放送 | 不明                         | 金曜 7:30 - 7:59   | 独立UHF放送局  | 遅れネット |
| 和歌山県       | テレビ和歌山   | 不明                         | 火曜 17:30 - 18:00 | 独立UHF放送局  | 遅れネット |
| 広島県         | テレビ新広島   | 不明                         | 金曜 16:00 - 16:30 | フジテレビ系列 | 遅れネット |

## 主題歌
それぞれのアニメコーナーのOPテーマの他に、アニメロビーとしてのEDテーマが設けられている。この前期EDテーマは、「すっきり♪」のアニマックス版EDテーマとしても使われている。

### おねがいマイメロディ すっきり♪
- 「キリキリスー」 歌：黒木マリナ（4月〜9月）
- 「Chu☆おねがいマイメロディ」 歌：ナナカナ（10月〜3月）

### ロビーとケロビー
- 「ここにいるぜぇ!」 歌：アテナ（辻希美）（4月〜6月）
- 「めぐる恋の季節」 歌：℃-ute（7月〜9月）
- 「勝利のBIG WAVE!!!」 歌：アテナ&ロビケロッツ（10月〜12月）
- 「青春!LOVEランチ」 歌：アテナ&ロビケロッツ（1月〜3月）

### エンディングテーマ
- 「ほっぺにChu♥Chu♥」 歌：ナナカナ（4月〜9月、2008年1月〜「おねがいマイメロディ すっきり♪」のアニマックス版EDテーマに採用）
- 「本気メキメキ♥トキメキメキ」 歌：アテナ&ロビケロッツ（10月〜）

## 補足
- エンドカードのシーンは遅れネット局のみ見ることが出来た。同時ネット局では次番組予告の『ハヤテのごとく!』の5秒クロスが流れていた。
  - 「アニメロビー また見てね」とマイメロ（佐久間レイ）が喋る
  - エンドカード部分にはまちゃ・ピエール・ナッキーの3人の静止画（4月〜9月）
  - 10月7日からはまちゃ・ナッキー・祥子が手を振るシーン（衣装は10月21日放送分の映像）
- 本番組のコーナーのうち、「おねがいマイメロディ すっきり♪」については、2008年1月9日よりアニマックスで放送された。他のコーナーについては放映権の都合上で放送されていない。